# Glaphyra hattorii
Glaphyra hattorii är en skalbaggsart som först beskrevs av Nobuo Ohbayashi 1954.  Glaphyra hattorii ingår i släktet Glaphyra och familjen långhorningar. Inga underarter finns listade i Catalogue of Life.